# لاسلو کونچ
لاسلو کونچ (انگلیسی: László Kuncz; ۲۹ ژوئیهٔ ۱۹۵۷ – ۶ دسامبر ۲۰۲۰) بازیکن واترپلو اهل مجارستان بود.